# Апостольский нунций в Парагвае
Апостольский нунций в Республике Парагвай — дипломатический представитель Святого Престола в Парагвае. Данный дипломатический пост занимает церковно-дипломатический представитель Ватикана в ранге посла. Как правило, в Парагвай апостольский нунций является дуайеном дипломатического корпуса, так как Парагвае — католическая страна. Апостольская нунциатура в Парагвае была учреждена на постоянной основе в XIX веке. Её резиденция находится в Асунсьоне.
В настоящее время Апостольским нунцием в Парагвае является архиепископ Винченцо Туртурро, назначенный Папой Франциском 29 декабря 2023 года.

## История
Апостольская делегатура в Парагвае была создана в XIX веке. 6 августа 1920 года апостольский нунций в Аргентине был аккредитован в Парагвае как интернунций. В 1930 году после возведения нескольких епархий в Парагвае интернунций был возведён в ранг нунция. В 1939 - 1942 годах нунциатура в Парагвае была объединена с нунциатурой Уругвая. 21 августа 1941 года была в Парагвае была основана постоянная нунциатура. Парагвайское правительство утвердило решение Святого Престола только в 1948 году.

## Апостольские нунции в Парагвае

### Апостольские делегаты
- Винсентиус Массони — (26 сентября 1856 — 3 июня 1857);
- Марино Марини — (14 августа 1857 — 27 марта 1865 — назначен епископом Орвьето, с персональным титулом архиепископа);
- Анджело ди Пьетро — (18 января 1878 — 30 сентября 1879 — назначен апостольским интернунцием в Бразилии);
- Акилле Локателли — (22 ноября 1906 — 7 июля 1916 — назначен апостольским нунцием в Бельгии).

### Апостольские нунции
- Альберто Вассалло-Торрегросса — (6 августа 1920 — 1922 — назначен апостольским нунцием в Баварии);
- Джованни Беда Кардинале, O.S.B. — (25 июля 1922 — 29 августа 1925);
- Филиппо Кортези (14 июня 1928 — 24 декабря 1936 — назначен апостольским нунцием в Польше);
- Джузеппе Фьетта (1936 — 1939);
- Альбер Лёвами — (12 ноября 1939 — 17 декабря 1941);
- Либерато Тости — (5 сентября 1946 — 4 октября 1948 — назначен апостольским нунцием в Никарагуа);
- Федерико Лунарди — (8 июля 1949 — 9 ноября 1954);
- Луиджи Пунцоло — (6 декабря 1954 — 12 декабря 1957 — назначен апостольским нунцием в Панаме);
- Карло Мартини — (25 марта 1958 — 29 ноября 1963 — назначен апостольским нунцием на Филиппинах);
- Витторе Уго Риги — (1 февраля 1964 — 1967 — назначен официалом Государственного секретариата Святого Престола);
- Антонио Инноченти — (15 декабря 1967 — 26 февраля 1973 — назначен секретарём Священной Конгрегации дисциплины таинств);
- Жозеф Меес — (10 июля 1973 — 19 января 1985 — назначен апостольским делегатом в ЮАР);
- Георг Цур — (3 мая 1985 — 13 августа 1990 — назначен апостольским про-нунцием в Индии);
- Хосе Себастьян Лабоа Гальего — (21 августа 1990 — 18 марта 1995 — назначен апостольским нунцием на Мальте);
- Лоренцо Бальдиссери — (6 апреля 1995 — 19 июня 1999 — назначен апостольским нунцием в Индии);
- Антонио Лучибелло — (27 июля 1999 — 27 августа 2005 — назначен апостольским нунцием в Турции и Туркменистане);
- Орландо Антонини — (16 ноября 2005 — 8 августа 2009 — назначен апостольским нунцием в Сербии);
- Элизео Антонио Ариотти — (5 ноября 2009 — 29 декабря 2023, в отставке);
- Винченцо Туртурро — (29 декабря 2023 — по настоящее время).